# كاستليتو مولينا
كاستليتو مولينا (بالإيطالية: Castelletto Molina)‏ هي بلدة وبلدية في مقاطعة أستي في إقليم بييمونتي في جنوب إيطاليا.

## السكان
في سنة 1861 بلغ عدد السكان 384 نسمة، وتطور العدد ليصل في سنة 2011 لـ 184 نسمة.
يظهر هذا المخطط البياني تطور النمو السكاني لـ كاستليتو مولينا